# 葉鍵板最萌トーナメント
葉鍵板最萌トーナメント（はかぎいたさいもえトーナメント）は、2ちゃんねる（第二回以降は外郭掲示板群サイトであるPINKちゃんねる）のleaf,key掲示板（以下葉鍵板）で行われた、トーナメント方式の人気投票イベントであり、2ちゃんねるやその他インターネット掲示板で多数開催されている最萌トーナメントのうち、最初に行われたトーナメントである。アダルトゲームのブランド、LeafとKeyが制作した作品に登場した女性キャラクターを対象としている。この項目では葉鍵板で行われた他の類似の最萌トーナメントについても記述する。
葉鍵板最萌トーナメントを受けて、2ちゃんねるのその他の板や外部の掲示板でも類似のイベントが開催されるようになり、後に投票所板が設けられることにもなる。
2010年現在、第一回のルールを基に他のトーナメントで用いられているルールについては、最萌トーナメントの投票ルールを参照。

## 葉鍵板最萌トーナメント

### 第一回[7]
開催期間 2001年10月17日〜2002年3月9日
- 2001年10月14日に超俺車と名乗るコテハンが立てた葉鍵板 最萌トーナメント開催ッッ!!!というスレッドをきっかけに有志たちが人気投票によるトーナメントをネタとして企画した。「一日一試合」「選挙活動自由」「同票は両者勝ち上がり」などの基本的なルールはこの時定まり、同年10月17日に第一試合が開催され、翌2002年3月9日に決勝戦が行われ、イベントは完遂された。
- 以下にトーナメント発生から完結までの流れを示す。
  - 2001年
    - 10月14日 - 超俺車、「葉鍵板 最萌トーナメント開催ッッ!!」スレを立てる。
    - 10月17日 - 葉鍵板最萌トーナメント開始。

基本ルール策定（一対一、一日一試合、投票時間、投票方式（自由記名））。この時点では23:00をスタート時間、投票終了時間を22:00としていた。また、投票対象の記名方法は自由であった。このため必然的に手集計となり、規模の拡大によって集計時間の増大が後々問題となった。
    - 10月18日 - 00:00を跨ぐ事によりIDが変わる事を利用した多重投票を防止するため、投票開始時刻を00:00に変更。
    - 10月24日 - 投票形式に【3行ルール】（投票文を最低3行書かないと無効）を試験導入。
    - 10月25日 - ほとんど効果が現れなかったので【3行ルール】廃止。
    - 11月2日 - 集計ツールが公開される。
    - 11月4日 - 投票対象を<<>>（半角鍵括弧）で括るルールが試験導入され、集計ツールが対応。
    - 11月7日 - <<>>ルールが本格採用される。
    - 11月19日 - 投票コード発行所が試作される。
    - 12月20日 - 無効票審議ルールが採用される。
    - 12月24日 - 投票時間内の中間票数発表が中止される。[8]

  - 2002年
    - 2月15日 - 投票コード制度導入が提案され、2月20日より採用。
    - 2月25日 - 決勝トーナメント開始。

決勝へエントリーしたキャラは神岸あかり、来栖川綾香、セリオ（3名とも『To Heart』）、柏木千鶴（『痕』）、川名みさき（『ONE 〜輝く季節へ〜』）、倉田佐祐理、水瀬秋子（2名とも『Kanon』）、緒方理奈（『WHITE ALBUM』）の8名。
    - 3月9日 - 決勝戦。葉鍵板最萌トーナメント終了。

優勝：柏木千鶴、準優勝：倉田佐祐理、3位：緒方理奈、川名みさき

### 第二回
開催期間 2005年11月26日〜2006年9月26日
- 前回から4年経った2005年11月26日から開催された。前回の参加者の間で、オリンピックのように4年後に開催しようといった意見が多かった事、また終了後に発表された作品にも参加する機会を設けたいという意見で開催が決まった[9]。しかし、議論の中には反対の声や、前回の運営メンバーが全く参加しない状況での開催を不安視する意見もあった。
- 本選参加キャラは前回の倍の256人となったが、前回と同様の1日1戦方式で行ったため日程も倍になり、一回戦を終了させるだけで前回とほぼ同じ期間を費やした。
- 1回戦のみ、1日2試合にする案も出されたが、投票の結果否決された。
- お婆さんキャラや人工知能搭載の車キャラや、10年近く前の作品を含む新旧の作品からキャラなど前回に比べて多様なキャラがエントリーされている。
- 主な出来事
  - 2005年
    - 11月26日 - 予選開始（計116名 4ブロックから4名ずつ勝ち上がり）。
    - 12月17日 - 本選開始（計256名 8ブロックから1名ずつ勝ち上がり）。

  - 2006年
    - 3月12日 - コード発行に関するトラブルでコード発行所を変更する事態となった。
    - 5月16日 - 投票結果の審議を巡りその提案方法や審議手段、結果に誤りが複数見つかり運営と参加者の間で意見を交わした結果、2日後に審議自体がなかった事として場を収めるという事態となった。
    - 7月21日 - 審議により勝敗を覆したがその投票を行った参加者により「あれは外部の人間によびかけて集中的に投票したものだ」という抗議を受け、審議に参加した複数の集計人が辞任する事となった。

インターネットによる匿名投票という構造上、多重投票に対する懸念は開催当初から運営陣や参加者から提起されていたが、対応する手段が無いまま最後まで多重の有無に関する論争を繰り返すこととなった。
    - 9月14日 - 決勝トーナメント開始。

決勝へエントリーしたキャラは長谷部彩（『こみっくパーティー』）、小牧愛佳（『ToHeart2』）、長森瑞佳、上月澪（2名とも『ONE〜輝く季節へ〜』）、月宮あゆ、川澄舞（2名とも『Kanon』）、神尾観鈴（『AIR』）、仁科りえ（『CLANNAD』）の8名。
    - 9月23日 - 決勝戦が行われ、10ヶ月におよぶイベントは終了した。

優勝：小牧愛佳、準優勝：神尾観鈴、3位：月宮あゆ、仁科りえ

### 第三回
開催期間 2010年1月26日〜11月27日
- 前回から5年、そして、今年が葉鍵板設立10周年という事で開催が決まった。
- 本選参加キャラは、前回と同じく256名。総参加数は413名。うち171名は予選免除。残る242名で予選を行い、85の枠を争った。
- 過去のトーナメント同様、全て1日1試合。第二回と同様に、1回戦のみ1日2試合にする案も出されたが、投票の結果否決された。
  - 予選（計242名 葉鍵板設立10周年記念日の1月26日にスタート）
    - 1月26日〜2月4日 - 一次予選 - 10ブロックから73名が勝ち上がり、残りは13位までが二次予選へ。
    - 2月5日 - 二次予選メンバー分け
    - 2月7日〜2月9日 - 二次予選 - 3ブロックから各4名ずつ勝ち上がり。

  - 本戦
    - 2月11日 - 組み合わせ決定
    - 2月14日〜11月15日 - A〜Hブロック戦。256名から8名選出
    - 決勝戦進出キャラは、伊吹風子『CLANNAD』、アルルゥ『うたわれるもの』、天野美汐『Kanon』、緒方理奈『WHITE ALBUM』、マルチ『To Heart』、ほしのゆめみ『planetarian 〜ちいさなほしのゆめ〜』、川名みさき、里村茜(いずれも『ONE 〜輝く季節へ〜』) の8名

  - 決勝トーナメント
    - 11月17日 - ブロック代表8名で対戦開始。
    - 11月27日 - 決勝戦。

優勝：川名みさき、準優勝：アルルゥ、3位：緒方理奈、ほしのゆめみ

## 葉鍵板で開催された他のトーナメント

### 葉鍵板最燃トーナメント
葉鍵板最萌トーナメントの盛り上がりを受けて開催されたトーナメントであり、男性キャラを投票対象としている。第一回のトーナメント表では『最萌男』となっているが、「男なら萌えでなく燃えだろう」という意見から最燃トーナメントの名前となり、以降定着している。

#### 第一回
開催期間 2001年11月19日〜2002年1月20日
- 最萌トーナメントが開始された1か月後、これを真似たトーナメント表が作られ、スレが建てられ開催となった。
  - 優勝 折原浩平(『ONE〜輝く季節へ〜』) 準優勝 長瀬祐介(『雫』) 3位 九品仏大志（『こみっくパーティー』）、御堂（『誰彼』）、月島拓也（『雫』）

#### 第二回
開催期間 2005年12月17日〜2006年9月7日
- 第2回最萌トーナメントと並行して行われる。
  - 優勝 ベナウィ（『うたわれるもの』) 準優勝 オボロ(『うたわれるもの』) 3位 芳野祐介(『CLANNAD』) 4位 坂上鷹文(『CLANNAD』)

### 葉鍵板最萌スタッフトーナメント
開催期間 2001年12月1日〜2002年1月8日
- Leafとkey作品に参加したスタッフを対象としたトーナメント。最萌トーナメントで最初に決勝が行われ優勝者が決まったトーナメントである（後述のエキシビジョンを除く）。序盤2日目には0-0のスコアレスドローを記録してリザーバーが参加する事態になっている。
  - 優勝 折戸伸治 準優勝 樋上いたる 3位 陣内主税

### 最萌みさき先輩トーナメント
開催期間 2002年3月31日〜4月28日
- あらゆる媒体（ゲーム、小説、OVA、同人誌、マスコット）に登場した、『ONE〜輝く季節へ〜』のみさき先輩（川名みさき）というキャラのうち、誰が一番萌えるかを競ったトーナメント。
  - 優勝者 オリジナルみさき先輩 準優勝 PS版みさき先輩 3位 MOVICドラマCD版みさき先輩、ぷちこ先輩

### 葉鍵板最萌曲トーナメント
開催期間 2002年6月7日〜2002年8月31日
- 葉鍵の作品の曲を対象にしたトーナメント。
  - 優勝 夏影-summer lights-（『AIR』） 準優勝 鳥の詩（『AIR』） 3位 夢幻譜(『ONE2』)、雪のように白く(『ONE〜輝く季節へ〜』)

### まじアン最萌トーナメント
開催期間 2002年9月1日〜2002年9月28日
- 『まじかる☆アンティーク』の男女含めた登場キャラクター(動物、意志のある樹木、アイテムを含む)や本作品開発スタッフを対象としたトーナメント。単独作品で行われた最萌トーナメントとしては葉鍵板では唯一である。
  - 優勝 スフィーレベル1 準優勝 リアン 3位 江藤結花、ココロ、あきら

### 御堂最萌トーナメント
開催期間 2005年5月25日〜6月2日
- 『誰彼』に登場する御堂というキャラと、葉鍵板などでの二次創作で御堂に縁のあるキャラなどで競ったトーナメント。
  - 優勝者 御堂（『誰彼』）  準優勝 HMX-13 セリオ（『To Heart』） 3位 月宮あゆ、川澄舞（2名とも『Kanon』）

### 葉鍵板エキシビショントーナメント
- 開催期間 2001年12月28日〜2002年1月3日

- 葉鍵板最萌トーナメントの年末年始休みの間を利用した企画で、前日年末最後の試合を終えて休みに入ったトーナメントスレで、「超先生と名雪車(最萌で有名になったコテハン)の試合が見たい」という書き込みがあったことから話が進み、他の6人の人選が決まった事でトーナメントが開催された。なお、同様のエキシビショントーナメントは、2002年2月19日〜3月8日にもしたらば掲示板て開催されている。
  - 優勝 名雪車 準優勝 チェき 3位 エディフェル、名無し忍者

### 埋め立て投票
- 各種最萌での投票スレ内での有効投票の範囲外で行われている、参加者による自由投票で、キャラクターの名前から、コテハン、出演声優、さまざまな珍文奇文など思い思いの自由な投票が1000に到達するまで埋め立て投票として行なわれる。最初は次の試合の予想の雑談から始まっている。葉鍵最萌では、大規模のトーナメントで行なわれるいわゆるラシ行為が行なわれないため、投票スレが容量オーバーすることはめったに無い。最終的に有志により埋め立て投票の総合集計がされている。
  - 第1回 優勝 国崎最高 準優勝 名雪車 3位 超先生
  - 第2回 優勝 井村屋ほのか 準優勝 ポテトかわいいよポテト 3位 ぱんつはいてない

## 全板トーナメントにおいて
- 投票板で行われた2ちゃんねる全板人気トーナメントでは葉鍵板最萌トーナメント終了から一か月の間で開催された為、最萌トーナメントの同窓会状態となり、試合開始早々カーレースを行い、第1回の予選の時点では全板では導入されていなかったコードを使用するなど[11]葉鍵板の選対スレでは大会期間中、何度か突発投票と呼ばれる投票企画を実行している。

## その他
- これら以外にも、台湾で同様の葉鍵のキャラを対象とした最萌トーナメントが行われようとしたが、企画だけに終わっている。

- カーレースはそれ自体が目的のスレッドが独立し、最萌とは無関係に2015年9月13日まで行われていた[12]。